# یانگشوو (استان لهستان بزرگ‌تر)
یانگشوو (به لاتین: Janiszewo) یک روستا در لهستان است که در گمینا پونگتس واقع شده‌است.